# Battle Point
Der Battle Point ist eine markante und felsige Landspitze an der Foyn-Küste des Grahamlands im Norden der Antarktischen Halbinsel. Sie liegt unterhalb und südöstlich des Mount Dater und markiert die nördliche Begrenzung der Einfahrt zum Hess Inlet.
Luftaufnahmen entstanden bei der United States Antarctic Service Expedition (1939–1941), bei der Ronne Antarctic Research Expedition (1947–1948) und durch die United States Navy im Jahr 1968. Der British Antarctic Survey kartierte die Landspitze zwischen 1963 und 1964. Das UK Antarctic Place-Names Committee benannte sie nach dem britischen Glaziologen Walter Ravenhill Brown Battle (1919–1953), der insbesondere auf dem Gebiet der Erosion in Karen forschte.